# Паул Маар
Паул Маар (на немски: Paul Maar) е немски писател, сценарист, драматург, илюстратор и преводач, широко известен автор на книги за деца.

## Биография
Паул Маар е роден на 13 декември 1937 г. в Швайнфурт, Бавария. След ранната смърт на майка си живее със своя дядо в селския район Трес, Долна Франкония. Завършва гимназията в Швайнфурт и по-късно следва в Държавната академия по изобразителни изкуства в Щутгарт.
Работи като сценограф и театрален фотограф за франконския театър в замъка на Масбах. След това прекарва десет години като учител по рисуване.
От 1976 г. Маар е писател на свободна практика. Живее в Бамберг с жена си и трите си деца.

## Награди и отличия
- 1982: Brüder-Grimm-Preis des Landes Berlin zusammen mit Knister für das Theaterstück Das Spielhaus
- 1982: „Цюрихска награда за детска книга“ für Anne will ein Zwilling werden
- 1985: „Австрийска награда за детско-юношеска книга“ für Lippels Traum
- 1987: „Голяма награда на Немската академия за детско-юношеска литература“ für das Gesamtwerk
- 1988: „Немска награда за детско-юношеска литература“: Sonderpreis
- 1991: „Цюрихска награда за детска книга“ der Stadt Zürich für Kartoffelkäferzeiten
- 1992: Kalbacher Klapperschlange für Neue Punkte für das Sams
- 1993: Harzburger Eselsohr der Stadt Bad Harzburg für Kartoffelkäferzeiten
- 1995: Voerder Jugendbuchpreis für das Gesamtwerk
- 1996: „Немска награда за детско-юношеска литература“ für das Gesamtwerk
- 1997: Hans-Christian-Andersen-Medaille für das Gesamtwerk
- 1997: Pro-Meritis-Medaille des Bayerischen Staatsministeriums für das Gesamtwerk
- 1998: „Федерален орден за заслуги“ 1. Klasse
- 1999: Bayerischer Theaterpreis für In einem tiefen, dunklen Wald...
- 2000: Friedrich-Rückert-Preis der Stadt Schweinfurt
- 2000: E.-T.-A.-Hoffmann-Preis der Stadt Bamberg
- 2001: Wildweibchenpreis der Gemeinde Reichelsheim im Odenwald
- 2003: „Немска награда за книги“ für Sams in Gefahr
- 2004: Bayerischer Verdienstorden
- 2004: Bürgermedaille der Stadt Bamberg
- 2004: Poetik-Professur der Carl von Ossietzky-Universität Oldenburg
- 2005: Kulturpreis Bayern der E.ON Bayern AG
- 2009: „Награда Волфрам фон Ешенбах“
- 2009: Deutscher Vorlesepreis für das Gesamtwerk
- 2009: „Награда Фридрих Баур“
- 2013: Kulturpreis der Oberfrankenstiftung
- 2015: Brüder-Grimm-Professur